# Mistrovství světa v ledolezení 2018
Mistrovství světa v ledolezení 2018 v kombinaci (anglicky UIAA Ice Climbing World Championships) bylo prvním mistrovstvím světa v ledolezení (drytooling) v kombinaci disciplín v ledolezení na obtížnost a rychlost (v olympijském formátu), celkově pak jedenácté. Konalo se 14.-16. prosince 2018 v ruské Moskvě.

## Průběh závodů
Zvítězil závodník s nejnižším násobkem pořadí za dvě disciplíny. V případě rovnosti bodů se přihlíželo k lepšímu výsledku za obtížnost.

### Češi na MS
Bez české účasti.

### Muži
| Poř. | Jméno                           | Body | Obtížnost | Rychlost |
| ---- | ------------------------------- | ---- | --------- | -------- |
| 1.   | Nikolaj Kuzovlev                | 2    | 1         | 2        |
| 2.   | Nikita Glazyrin                 | 7    | 7         | 1        |
| 3.   | Mohammadreza Safdarian Korouyeh | 8    | 2         | 4        |
| 4.   | Anton Nemov                     | 9    | 3         | 3        |
| 5.   | Mohsen Beheshti Rad             | 20   | 4         | 5        |
| 6.   | Volodymyr Kaidash               | 42   | 6         | 7        |
| 7.   | Pauli Salminen                  | 50   | 5         | 10       |
| 8.   | Jan Mondzelewski                | 72   | 9         | 8        |
| 9.   | Dorjsurenkhor Otgonkhuu         | 90   | 15        | 6        |
| 10.  | Kuutti Heikkila                 | 136  | 8         | 17       |
| 17   |                                 |      |           |          |

### Ženy
| Poř. | Jméno               | Body | Obtížnost | Rychlost |
| ---- | ------------------- | ---- | --------- | -------- |
| 1.   | Marija Tolokoninová | 2    | 1         | 2        |
| 2.   | Valerija Bogdanová  | 2    | 2         | 1        |
| 3.   | Mariam Filippovová  | 12   | 4         | 3        |
| 4.   | Marion Thomas       | 20   | 5         | 4        |
| 5.   | Shabnam Asadi       | 30   | 3         | 10       |
| 6.   | Enni Bertling       | 30   | 6         | 5        |
| 7.   | Olga Kosek          | 42   | 7         | 6        |
| 8.   | Mira Alhonsuo       | 70   | 10        | 7        |
| 9.   | Zeinabkobra Moosavi | 72   | 8         | 9        |
| 10.  | Stefaniia Pyrohova  | 72   | 9         | 8        |
| 10   |                     |      |           |          |

### Medaile podle zemí
| pořadí | stát  | Zlatá medaile | Stříbrná medaile | Bronzová medaile | celkem |
| ------ | ----- | ------------- | ---------------- | ---------------- | ------ |
| 1.     | Rusko | 2             | 2                | 1                | 5      |
| 2.     | Írán  | 0             | 0                | 1                | 1      |